# Beaupouyet
Beaupouyet – miejscowość i gmina we Francji, w regionie Nowa Akwitania, w departamencie Dordogne.
Według danych na rok 1990 gminę zamieszkiwało 439 osób, a gęstość zaludnienia wynosiła 19 osób/km² (wśród 2290 gmin Akwitanii Beaupouyet plasuje się na 758. miejscu pod względem liczby ludności, natomiast pod względem powierzchni na miejscu 427.).